# Arthur Brough
Arthur Brough (26 de febrero de 1905-28 de mayo de 1978) fue un actor británico.

## Biografía

### Carrera teatral
Su verdadero nombre era Frederick Arthur Baker, y nació en   Petersfield, Inglaterra. En sus inicios quería ser maestro, pero la falta de trabajo hizo que se interesara por el teatro. Tras participar en representaciones de aficionados, Brough estudió en la Royal Academy of Dramatic Art a mediados de la década de 1920. Una vez graduado se unió a un grupo teatral shakespeariano en el que conoció a su futura esposa, la actriz Elizabeth Addyman. Una vez casados, usaron la dote para alquilar el Leas Pavilion, un teatro de repertorio en Folkestone, Kent. Tuvieron una hija, Joanna. 
Brough dirigió la compañía ("The Arthur Brough Players"), actuó en las representaciones y, una vez establecido el nuevo repertorio, se dedicó a la formación de nuevas compañías en Bradford, Bristol, Blackpool, Keighley, Leeds, Lincoln, Oxford y Southampton, entre otros lugares. Con el inicio de la Segunda Guerra Mundial se alistó en la Marina Real Británica, en la que sirvió hasta el fin de la contienda. En su haber figura haber participado en la evacuación de Dunkerque en 1940.

### Período posbélico
Una vez desmovilizado retomó su carrera de actor reabriendo el repertorio de Folkestone. Muchos actores notables empezaron sus carreras con los Arthur Brough Players, incluyendo a Peter Barkworth, que actuó en 1948 en The Guinea Pig, Eric Lander, en 1949 estrella de la serie televisiva No Hiding Place, Polly James, Anne Stallybrass, Andrew Jack, Sydney Sturgess (que se casó con Barry Morse), y Trevor Bannister.

### Televisión
Con la llegada de la televisión, Brough predijo el eclipse del teatro de repertorio como una forma de entretenimiento viable. En la década de 1960 empezó a buscar papeles, haciendo pequeñas interpretaciones en el cine y en la TV. 
Una de sus primeras actuaciones fuera del ambiente teatral fue en el film The Green Man, con Alastair Sim. Hizo un pequeño papel junto a Jayne Mansfield en la película de 1960 The Challenge, y trabajó como artista invitado en programas televisivos como Arriba y Abajo, Dad's Army, Z-Cars, The Persuaders y Jason King. Sin embargo, no abandonó el teatro, y siguió trabajando en producciones como Half a Sixpence (1967).

### Are You Being Served?
En 1972 Brough fue seleccionado para interpretar a Ernest Grainger en la sitcom de la BBC Are You Being Served?, escrita por Jeremy Lloyd y David Croft. En la serie interpretaba a un dependiente de grandes almacenes, junto a los actores John Inman y Trevor Bannister. El show se hizo muy popular, y llegó a tener una audiencia de 22 millones de espectadores en 1979, emitiéndose hasta 1985. 
Tras finalizar la quinta temporada del programa (1977), la mujer de Arthur Brough, Elizabeth, falleció, y el emocionalmente devastado Brough anunció que se retiraba de la interpretación. Aunque David Croft y Jeremy Lloyd contactaron con él para explicarle que contaban con su participación, el actor falleció a las seis semanas de la defunción de su esposa, en 1978, en Folkestone. Croft decidió que el papel de Brough no lo tomara ningún otro actor, por lo que en Are You Being Served? surgió un nuevo personaje, el de Mr. Tebbs, interpretado por James Hayter. Brough fue incinerado, y sus cenizas depositadas en el Crematorio de Golders Green, 
en Londres.